# アーセナル・シップ
アーセナル・シップ (Arsenal ship) は、アメリカ海軍が1990年代に建造を計画していた新型戦闘艦、500ものVLS（垂直発射システム）を搭載した大型艦の種別の名称である。コンセプト構想に始まり、ある程度詳細な設計まで行われたが、1998年にアメリカ議会で計画中止（予算凍結）が決定され、具体的な建造計画までには至らなかった。直訳すれば "兵器庫艦" となり、搭載ミサイル数の多さから比喩的にそう命名されたと考えられるが、日本ではカタカナでアーセナル・シップと表記することが一般的。
戦闘艦の一種として外洋航行能力を備えた比較的大型の船体に、主に対地攻撃用の大量のミサイルをVLS内に搭載するが、戦闘用レーダーを搭載せず、自衛用兵器も最小限度に留めているなど、意図的に兵器搭載量のみを拡大させた艦とされた。
前例のない艦である為、艦種の分類は定かではないが、アメリカ海軍はこれを「21世紀の戦艦」と呼んだ。

## コンセプト
通常の戦闘艦は、対空・対水上・対潜用のレーダーや光学センサー、ソナーといった多様なセンサーを備え、友軍からの情報も電波によって入手して、戦闘時にはこれらからの情報を総合的に整理統合した上で、攻撃対象を選択し、攻撃指示を受けた射撃管制装置がミサイルや艦砲を制御し発射・誘導を行うのが基本である。
しかし、レーダーをはじめとする電子機器類は高価であり、情報を分析した上で攻撃を決定するためには高度な訓練を受けた多数の乗組員と高価な戦術情報支援システムが必要とされ、艦隊を組んで対地攻撃を行う場合にもすべての艦にこれらの能力を付与することの必要性に疑問が生じてきた。アーセナル・シップは建造費を抑えるため、データリンクシステムを除けば自艦に高価な電子機器を搭載せず、目標の探索・追跡や攻撃目標の決定に関わるあらゆる機能を省いて、決定済みの攻撃目標データを僚艦となるイージス艦やそれに類する司令部機能を備えた友軍から受けることで、攻撃を行うものであった。自らの武器使用の判断機能を他に委ねることで、電子機器類と共に人員も、操船と通信、搭載兵器の保守程度と大幅に削減できるために、艦内容積が搭載兵器へ集中でき、人件費を含めた運用コストも削減できるとされた。
このような艦が考案された背景にはCEC（共同交戦能力）と呼ばれるシステムの開発がある。これは複数の艦や航空機で情報を共有し艦隊の能力を高めようとしたもので、早期警戒機や僚艦のレーダーと情報を共有することで僚艦のレーダーに映ったものを自艦のレーダースクリーンに映したりすることが可能となった。これにより従来までは発見することができなかった水平線下や遠距離の目標を捉えられるようになり、電子機器を搭載しないアーセナル・シップのような艦でも、あたかもレーダーを持つ艦のように振る舞うことが可能となった。

## 開発経緯
アーセナル・シップのそもそもの始まりは1988年に発行されたアメリカ海軍協会誌プロシーディングスにまでさかのぼれる。同誌に載った艦の想像図は見た目こそ後の想像図とは異なるもののアーセナル・シップのように多数のVLSを搭載し自艦には射撃管制装置を搭載しないなど基本的なコンセプトはアーセナル・シップそのものであった。この艦は退役海軍中将が独自の論文として発表したもので、アメリカ海軍とは直接関係ないものであるが大きな影響を与えたのは疑いようがない。ただこの論文は注目を集めたもののすぐに海軍で採用されることはなかった。
本格的にアメリカ海軍で開発が開始されるのは1995年になってからで当時のジェレミー・ボーダ海軍作戦部長が航空母艦に替わる打撃力としてアーセナル・シップを発案した。1995年に本格的に始まった計画は急速に進められ、1998年度予算で1隻装備を一部省いた実証試験艦を建造しVLSやCECの有効性を調べ、その後5隻の建造を行う予定であった。
しかし理論的にこのような艦が可能であってもやはり不安要素は多かったため海軍内でも疑問の声が上がり、結局アーセナル・シップの開発は計画を推し進めたボーダ海軍作戦部長が1996年5月16日に自殺したことにより急速に勢いを失っていった。一応アメリカ海軍は1997年に実証艦の建造予算を要求するが、議会での審議の結果海軍が要求するだけの予算を付けなかったことによりアーセナル・シップ計画は完全に息の根を止められた。直接的なつながりはないがオハイオ級原子力潜水艦のSSGN（巡航ミサイル潜水艦）化はアーセナル・シップの考えに近い。

## 船体
複数の予想図があるがいずれもステルス性に考慮した船体になっており、ズムウォルト級ミサイル駆逐艦と同じように上部へ向かうほどすぼまっていくタンブルホーム船型になっている。甲板には艦橋部を除きほとんど一面にVLS 500セル前後を装備する予定で、それ以外にMLRS（多連装ロケット・システム）と5インチ砲を装備する計画もあった。後部にはヘリ甲板を装備するが格納庫はないため燃料補給など一定の支援に限られる。ちなみに予想図に描かれている艦番号72であるが、これは最後の戦艦ルイジアナ（計画中止）に続くものである。
乗組員が50名と少なくダメージコントロール（艦が被害を受けた際の応急処置）に割ける人員が限られていることから、船体を2重船殻として被弾時に乗組員による対応が十分ではなくとも容易に沈まないようにした。

## 他の開発計画

### 韓国
韓国国防部が2019年8月14日に発表した「2020～2024年国防中期計画」の新規事業として、有事の際に敵地の陸上のターゲットを打撃する「合同火力艦」の韓国国内での建造が盛り込まれた。合同火力艦は韓国型アーセナル・シップであり、弾道ミサイル「玄武-2」や巡航ミサイル「玄武-3」などの精密誘導兵器を搭載し、合同火力作戦を支援するとされる。例えば、有事の際に敵からの先制攻撃により陸上のミサイル基地が攻撃を受けて焦土化しても、合同火力艦があれば海上から反撃発射が可能となり、敵の攻撃意志をくじく抑制力があるという。合同火力艦は、北朝鮮が韓国に対してミサイル攻撃を行った際に、海上で生存して北朝鮮に対して「報復攻撃」を加える「プランB」の性格を持っており、韓国国防部関係者は「（合同火力艦は）4000～5000トン級の李舜臣級駆逐艦（KDX-II）規模で2～3隻の導入が予想される」としている。

## 登場作品

### 小説
『征途』
日本が南北に分断された世界において立案された海上自衛隊の艦隊整備計画「10・4・10・10艦隊計画」により建造された「あきづき型打撃護衛艦」が登場。現実のアーセナル・シップと異なり対空戦闘を主眼に置いた艦であり、スタンダード艦対空ミサイルを搭載する大量のVLSと複数のイルミネーター（ミサイルの誘導電波照射機）を装備し、イージス艦や護衛対象たる航空護衛艦に搭載されたAN/SPY-1などからレーダー情報を受信し対空戦闘を行う。また、建造時「原案のままでは乗組員の士気が下がる」として対艦ミサイル16発を追加搭載している。
劇中では1番艦の「あきづき」が登場。1993年時点では公試を行っており、統一戦争時には第二機動任務群第八護衛隊に所属している。第三次日本海海戦においては超大型護衛艦「やまと」指揮の元防空戦闘を実施し、日本人民民主主義共和国赤衛艦隊によって行われた艦対艦ミサイルによる飽和攻撃を搭載する全対空ミサイルで迎撃して阻止。その後「やまと」や僚艦と共に赤衛艦隊への対艦ミサイル攻撃を行い、赤衛艦隊を壊滅させた。

### ゲーム
『Modern Warships』
「Arsenal ship」の名称で登場。マーケットのみの販売。
『メタルギアシリーズ』
『メタルギアソリッド2』プラント編終盤の舞台となる、メタルギアの一種である超巨大潜水艦「アーセナルギア」は、アーセナル・シップ構想の下、アメリカ海軍主導で建造されたとされている。ただ、大量のミサイルや護衛用として多数の量産型メタルギアRAYを搭載してはいるものの、長期的な活動は陸海空軍の支援を受けることを前提としており、実際は中枢部に搭載した光ニューロAI「G.W.」を守る役割を与えられたメタルギアであった。